# Storia della cucina
La storia della cucina (anche storia dell'arte culinaria) studia l'evoluzione della cucina dalla Preistoria all'Età contemporanea, analizzando l'insieme di pratiche e tradizioni legate alla produzione di materie prime, alla loro conservazione ed alla preparazione di cibi e bevande destinate all'alimentazione umana, ad esempio utilizzando il metodo della cottura, sperimentato esponendo la carne e altri alimenti al calore del fuoco alle origini dell'umanità.
Ogni singola regione geografica solitamente si differenzia anche da quelle immediatamente vicine in quanto influenzata dalle materie prime disponibili e dalle tradizioni specifiche, sino ad arrivare a particolari precetti religiosi. Anche l'uso degli accessori per consumare il cibo influisce sulla cucina, come avviene con l'uso delle bacchette, delle posate o con la consuetudine di utilizzare direttamente le mani.
Lo sviluppo delle tecniche di produzione e di conservazione degli alimenti, d'immagazzinamento e trasporto, unito all'aumento degli scambi interculturali (favoriti dal turismo e dai flussi migratori), ha portato alla diffusione di cucine etniche accanto alla cucina tradizionale, alla modifica di abitudini secolari portate a conoscere prodotti industriali. A partire dalla fine del XX secolo la riscoperta della tradizione, la moda e la spinta ai consumi in alcuni Paesi ha prodotto una continua ricerca anche di nuove preparazioni e sperimentazioni da parte di numerosi chef. La cucina ha una forte valenza culturale e con l'enologia, ed in generale la gastronomia, è un aspetto che caratterizza lo stile di vita delle varie popolazioni.

## Cucina preistorica
Le più antiche prove conclusive del controllo umano del fuoco furono trovate a Swartkrans, Sudafrica. Parecchie pietre bruciate furono rinvenute in mezzo ad utensili acheulani, utensili d'osso ed ossa con segni di ferite da taglio inflitte da ominidi.
Il fuoco inoltre portò al miglioramento della nutrizione mediante le proteine cotte. Presso la Caverna Qesem, 12 km ad est di Tel-Aviv, esistono prove dell'uso regolare del fuoco da prima del 382.000 BP a circa il 200.000 BP alla fine del Pleistocene inferiore. Le grandi quantità di ossa bruciate e le zolle di terreno moderatamente riscaldate suggeriscono che la macellazione e la disossazione delle prede avevano luogo vicino ai focolari. La cottura, com'è evidente dalle ossa bruciate e annerite di mammiferi, rende la carne più facile da mangiare e da digerire, agevolando la nutrizione con il suo apporto proteico. La quantità di energia richiesta per digerire la carne cotta è minore di quella della carne cruda, e la cottura gelatinizza anche il collagene ed altri tessuti connettivi, "apre le molecole strettamente intrecciate dei carboidrati per un più facile assorbimento." La cottura, inoltre, uccide i parassiti e i batteri che avvelenano gli alimenti.
Stahl suggerì che, a causa dei componenti indigeribili delle piante, come la cellulosa e l'amido grezzi, certe parti della pianta quali fusti, foglie mature, radici espanse e tuberi, non avrebbero fatto parte della dieta degli ominidi anteriormente all'avvento del fuoco. La dieta consisteva invece delle parti delle piante costituite da zuccheri e carboidrati più semplici come semi, fiori e frutti carnosi. A condizionare la dieta fu anche l'incorporazione di tossine nei semi e in analoghe fonti di carboidrati, poiché i glicosidi cianogenici, come quelli presenti nei semi di lino, nella cassava o manioca, sono resi non tossici attraverso la cottura. I denti dell'H. erectus ed il logoramento sui denti stessi riflettono il consumo di cibi come le carni dure e gli ortaggi dalla radice croccante.

## Cucina protostorica

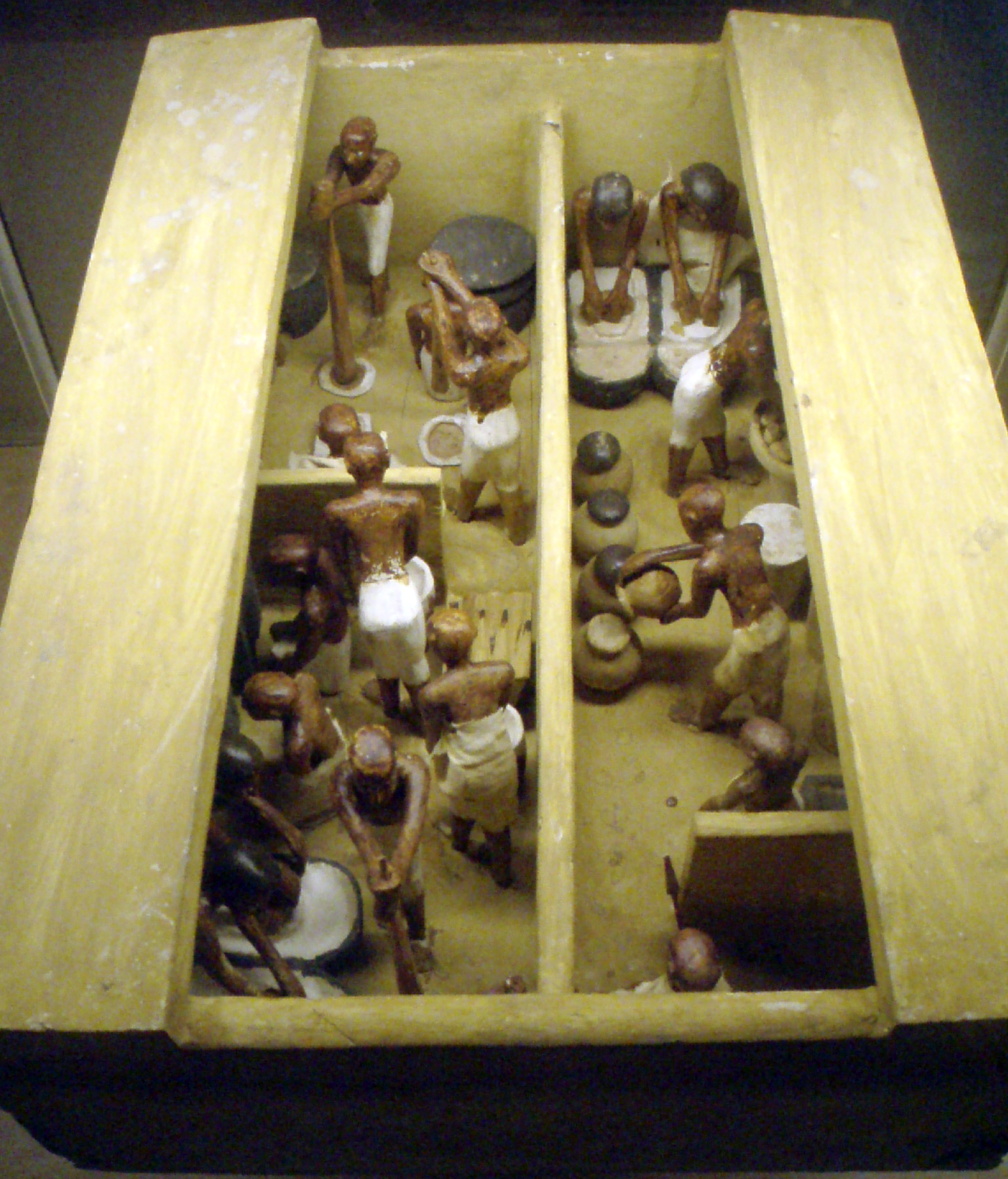
Statuette in gesso e legno provenienti da Tebe e risalenti all'undicesima dinastia (circa 2009 a.C. - 1998 a.C.) che raffigurano uomini al lavoro in un panificio-birrificio

I cibi lessati in pietre concave, grosse conchiglie e stomaci di animali data all'epoca protostorica. I recipienti di ceramica furono introdotti non prima del VI millennio a.C. Le polente di cereali tostati e macinati grossolanamente, il pane non lievitato e i primi stufati di cereali e carne risalgono al Neolitico inferiore.
Nel corso di questa età si scoprì anche il fenomeno della fermentazione, che permetterà sia la produzione di pane lievitato (originario dell'Antico Egitto) che quella delle bevande alcoliche: la birra, originaria della Mesopotamia, l'idromele e il vino. Le prime testimonianze archeologiche registrate di presenza della Vitis vinifera sono state rinvenute in alcuni siti degli odierni territori della Cina (7.000 anni a.C. circa), della Georgia (6.000 a.C.), dell'Iran (5.000 a.C.), della Grecia (4.500 a.C.) oltre che in Sicilia (4.000 a.C. circa). La prova più antica della produzione di vino (la vinificazione) seriale è stata trovata in Armenia (4.100 a.C.  circa) con la scoperta della più antica cantina per la conservazione esistente.

## Cucine del mondo antico

### Egitto e Mezzaluna Fertile
Se gli archivi sumerici e babilonesi consentono di farci un quadro di massima dell'alimentazione delle popolazioni mesopotamiche, non molto sappiamo, invece, dei loro gusti e delle loro tecniche di cucina. È nota la loro avversione per la carne suina (condivisa dagli Egizi) e la loro predilezione per la carne ovina: l'una e l'altra saranno ereditate dagli Ebrei e dagli Arabi. Una varietà di pecora di cui, a detta di Erodoto, andavano particolarmente ghiotte era quella «dalla coda grassa», un'appendice, pregiatissima, che poteva toccare i cinque chilogrammi di peso.
La lievitazione del pane fu scoperta in Egitto. Anche se si continuò a lungo a far uso di pane azimo, le caste superiori potevano scegliere fra una quarantina di tipi di pane lievitato e di dolci a base di uova, latte e miele. Erodoto ci informa che le medesime caste prediligevano i volatili (anatre, piccioni, quaglie, coturnici, gazze).
Gli uccelli più piccoli, oltre che stufati, si gustavano crudi in salamoia. I canali e le paludi del Nilo erano ricchi di anguille, carpe, muggini e pesci persici, che si consumavano anche salati ed essiccati.

### Antica Grecia

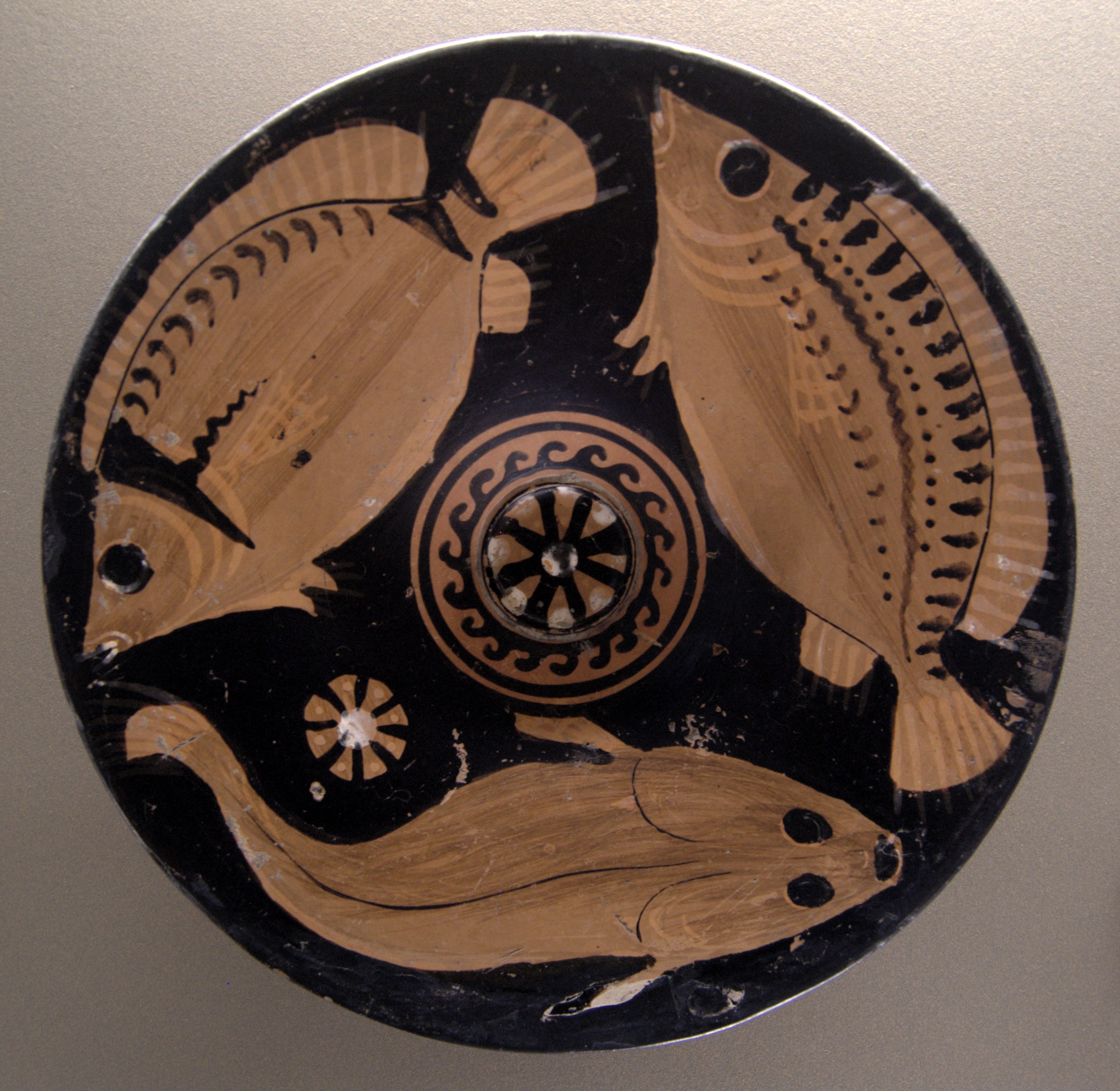
Pesci freschi, uno dei piatti preferiti dai Greci, piatto di ceramica a figure rosse, c. 350–325 a.C., Louvre

La cucina greca antica è sufficientemente documentata grazie a fonti letterarie provenienti per lo più dalle commedie di Aristofane e dalle citazioni contenute nei Deipnosofisti dell'erudito Ateneo di Naucrati. Era caratterizzata dalla frugalità, riflettendo un'economia basata sull'agricoltura povera. Era fondata sulla "triade mediterranea": frumento (σῖτος sitos)/orzo olio d'oliva e vino..
Le carni preferite erano quelle del maiale, della lepre e degli uccelli. La selvaggina da pelo veniva prima lessata, poi arrostita allo spiedo e infine accompagnata da salse «dolci e grasse». Erano molto apprezzati anche le frattaglie e i sanguinacci (ne era attribuita la creazione al cuoco Aftonita), tra cui il famoso "brodo nero" (in greco antico: μέλας ζωμός? melas zōmos) degli spartani, "talmente apprezzato che gli uomini anziani si nutrivano solo di quello, lasciando la carne ai più giovani"..
Si faceva largo consumo di pesce (seppia, polpo e gamberi), uno dei piatti preferiti dai Greci: fritto, arrostito sulla brace, cotto al forno e in zuppa. Archestrato di Gela (IV secolo a.C.) ha tramandato succinte ricette di piatti di pesce: triglie condite con olio, formaggio e cumino, saraghi all'aceto e cacio, anguille cotte in foglia di bietola. La considerazione in cui era tenuta in Grecia l'arte della cucina è testimoniata dai numerosi nomi di cuochi che ci sono giunti: Egi di Rodi per le fritture di pesce, Nereo di Chio per le minestre, Eutimio per le lenticchie, Lampria per il suo celebrato ragù nero, eccetera.
L'orfismo e il pitagorismo, due antiche religioni greche, suggerivano due differenti stili di vita, basati su un concetto di purezza e quindi la purificazione  (in greco antico: κάθαρσις? katharsis) - una forma di ascesi nel senso originario: askēsis ἄσκησις inizialmente era un rituale e poi un modo specifico di vita. Il vegetarianismo è stato un elemento centrale dell'orfismo e delle diverse varianti del pitagorismo.

### Impero Romano

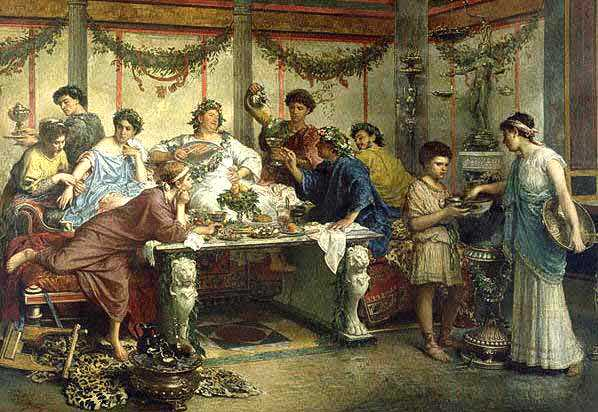
Un esempio di pasto in epoca romana da un dipinto di Roberto Bompiani, conservato al Getty Museum.

Nei tempi arcaici il piatto nazionale romano erano le crocchette rapprese di polenta di miglio cotta nel latte (puls fitilla), poi la vera e propria polenta (era chiamata così in latino la farinata di orzo) e infine, arrivati a una certa agiatezza, soprattutto di puls farrata o farratum, una più saporita e nutriente (molto più ricca di proteine) polenta  di farro (Triticum monococcum o farro piccolo, e T. dicoccum o farro medio) cotta in acqua e sale, con i più diversi contorni di legumi, verdure, mandorle, pesciolini salati (gerres o maenae), frutta, formaggi e, raramente, di carne.
In contrasto con la frugale e rudimentale cucina dell'età repubblicana, la cucina dell'età imperiale mostrò una singolare e quasi morbosa attrazione per il raro, l'esotico e lo stravagante: l'imperatore Vitellio (narra Svetonio) arrivò a spendere 25.000 scudi per un piatto a base di fegati di scaro, lattigini di murena, cervella di fagiano e di pavone e lingue di fenicottero.

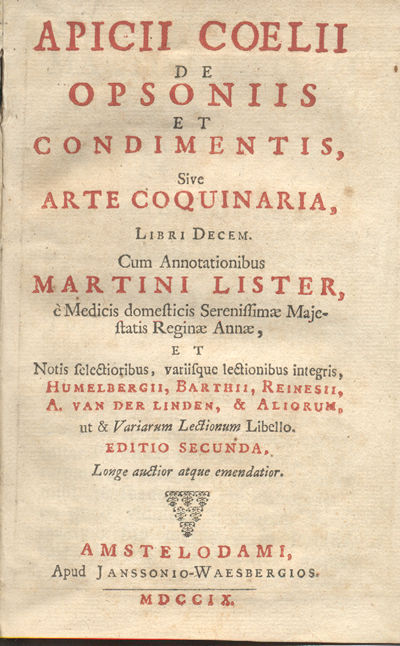
De re coquinaria, frontespizio dell'edizione neerlandese, 1709

Quand'anche si trascurino tali eccessi, su cui pure le testimonianze abbondano, l'impressione che si trae dal De re coquinaria (I secolo), la raccolta di ricette attribuita ad Apicio, e dalle altre fonti storiche e letterarie, è quella di una cucina votata all'esuberanza e all'artificio. Manzo e agnello, maiale e cinghiale, cervo e lepre, tonno e sgombro, uova e lenticchie sono trattati tutti allo stesso modo: sommersi di miele, mosto, vino speziato e aceto; imbottiti di esuberanti miscele di spezie ed erbe odorose; sopraffatti, infine, dal garum (o liquamen), l'onnipresente e violenta salsa di pesce fermentato la cui ricetta ci è stata tramandata da Gargilio Marziale.
L'arte del cuoco sta proprio nel contraffare e nel travestire gli alimenti: nel «cavare un pesce da una vulva, un piccione da un pezzo di lardo, una tortora da un prosciutto e una gallina da un culatello» come scrive Petronio Arbitro nel Satyricon.

### Antica Cina

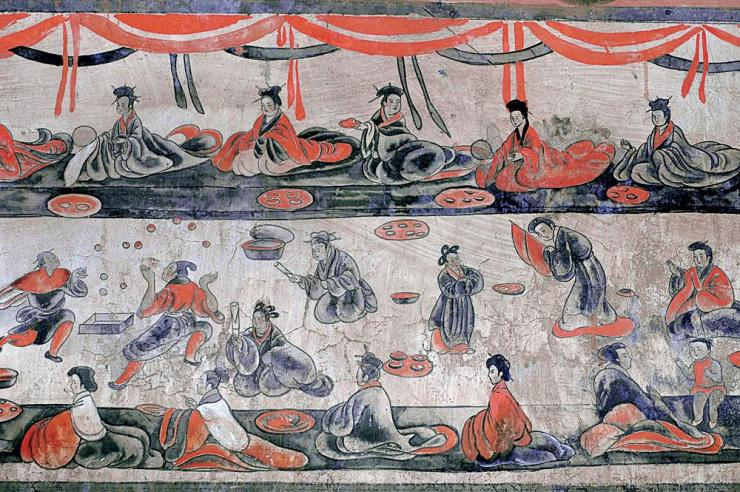
"Banchetto" - affresco tombale - dinastia Han orientale (a. 25-220).

Intorno al 5400 a.C. iniziò in Cina la coltivazione del panìco. Nella cultura neolitica di Yǎngsháo (仰韶文化) i cinesi consumavano prevalentemente il panico e altre varietà di cereali come il miglio (Panicum miliaceum) e i legumi al nord. Nella cultura di Dàwènkǒu (大汶口文化) venivano allevati capre, suini, pollame, ovini e bovini, l'allevamento degli ultimi quali fu introdotto dall'Indostan. Le loro carni venivano consumate solo in luogo di occasioni festive. Nel 4800 a.C., durante la cultura di Hémǔdù (河姆渡文化), nel basso Yangtze (扬子江), ha origine la coltura del riso inizialmente diffusa solo nella Cina meridionale. Seguirono più tardi il grano e l'orzo, originari dell'Asia occidentale, intorno alla metà del IV millennio a.C. introdotti da nord-ovest. Fin dall'inizio, nel territorio che poi divenne la Cina, si distinsero gli alimenti base fàn (飯T, 饭S) ossia i cereali, che compongono la maggior parte dell'alimentazione cinese, dagli alimenti cài (菜), questi complementari, costituiti da verdure, carni e legumi che accompagnavano gli alimenti fàn. Questa dicotomia persiste ancora oggi. Ciò è dovuto principalmente alla minima estensione delle terre arabili in Cina, sempre limitate in confronto alla popolazione da sfamare. Queste garantivano appena l'approvvigionamento umano colla conseguente scarsità di risorse alimentari per gli animali da allevamento. I più antichi resti di pasta, lavorata con farina di miglio, risalgono a 4000 anni fa e son stati ritrovati nel sito archeologico di Lǎjiā (喇家), nella provincia dello Qinghai, risalente alla cultura di Qíjiā (2400 a.C. - 1900 a.C.).
Le bacchette per il cibo (筷子, kuàizi) comparvero sotto gli Shāng (c. 1600-1046 a.C.). Precedentemente i cinesi mangiavano con le mani.
La prima attestazione della soia in Cina risale ai Zhōu occidentali (XI sec. a.C. - 771 a.C.) ma s'affermò tra i ceti superiori solo quando s'iniziò a fermentarla. La soia, in tutte le sue forme e preparazioni, è da sempre un'importante fonte di proteine per i cinesi.
I testi anteriori ai Qín (221-206 a.C.) menzionano più frequentemente tra la frutta pesche, albicocche, prugne, prugne acide (酸梅, suānméi), giuggiole, more, biancospini, cachi, meloni, noci e nocciole. Le verdure più consumate erano cavoli, cipolla, aglio cinese, varie cucurbitacee, senape bruna, taro, piselli, melanzane, rapa e ravanello. Le verdure venivano consumate crude, cotte o anche fermentate, ottenendo bevande. Agli alimenti venivano già applicate tecniche di conservazione come il sottaceto, la salatura, l'essiccazione e tecniche di cottura come l'arrostimento, la brasatura, la frittura, la bollitura e lo spiedo.
I cinesi compensavano il basso consumo di carne con legumi, panico e miglio, ricchi di acidi grassi e proteine, oltre che di carboidrati. Infatti, a differenza della cucina occidentale che usa grassi animali come il burro, ancora oggi i cinesi si servono di oli di semi (es. olio di semi di soia, di arachidi, di mais ecc.) Già allora vigeva il proverbio cinese, riportato nel classico di medicina Huángdì Nèijīng (黃帝內經T, 黄帝内经S), redatto nel c.d. "Periodo dei Regni Combattenti" (453-222 a.C.), e ripetuto ancor'oggi: "I cinque cerali servono da nutrimento, i cinque frutti (pesca, prugna, albicocca, castagna e giuggiola) aumentano il nutrimento, i cinque animali domestici aggiungono benefici nutritivi, le cinque verdure (malva, verdura verde, scalogno, cipolla, porro) completano il nutrimento". Questa massima riflette la composizione della dieta cinese che, nell'Antichità come oggi, vede come alimenti base (fàn) i cereali e tutti gli altri come complementi nutrizionali al pasto (cài). I cinque/sei cereali sono il miglio (黍, shǔ), detto anche riso giallo o miglio glutinoso, il panìco (稷, jì), grano e orzo (麥T, 麦S, màiP), i legumi (豆, dòu), la canapa (麻, má) Cannabis sativa prima l'alimento principale dei contadini nei tempi antichi (vedi plastica di canapa), e il riso (稻, dào). I primi due erano gli alimenti più consumanti nel nord della Cina, ove il grano era però riservato ai più abbienti sino alla fine degli Zhōu (1046-256 a.C.), mentre il riso era di gran lunga più consumato al sud fino agli Hàn (206 a.C. - 220 d.C.).
I cinque/sei animali addomesticati (畜, chù) erano bovini, ovini e suini, equini, pollame e cani. I primi tre erano detti shēng (牲), ossia gli animali preferiti nei sacrifici. L'alimento d'origine animale più consumato in antichità erano comunque le uova: infatti i cinesi furono i primi a inventare le incubatrici, le celle d'allevamento e altri strumenti per l'allevamento del pollame. Altri alimenti diffusi d'origine animale erano gli ovini e i suini, mentre la carne bovina rimaneva un privilegio per pochi. Cavalli e bovini venivano impiegati perlopiù nel lavoro nei campi.

## Cucina medievale

### Europa

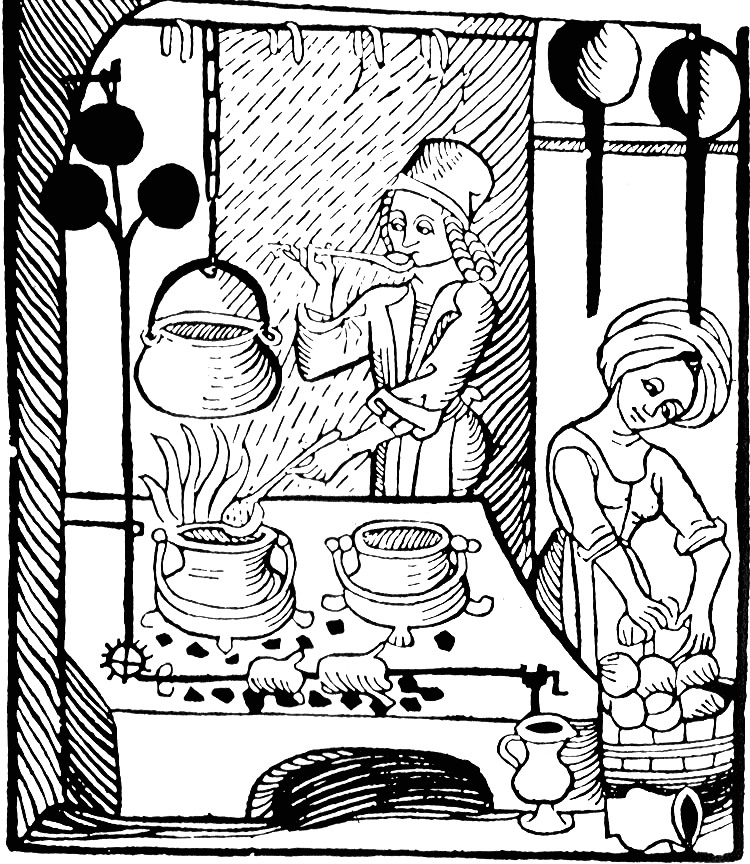
Un cuoco davanti alla stufa con i suoi tipici mestoli: xilografia tratta dal Kuchenmaistrey, il primo libro di cucina in tedesco, 1485.

Tra la cucina medievale e quella romana, grazie anche alla mediazione di Bisanzio, erede gastronomica di Roma, le affinità appaiono più forti delle differenze. Queste ultime dipesero soprattutto da un impoverimento delle tecniche di cottura: la cottura al forno e quella a fuoco moderato furono abbandonate; sopravvisse la cottura sulla fiamma viva: allo spiedo o in marmitta.
La dieta e la cucina delle élite, sia a nord sia a sud delle Alpi, furono prevalentemente ed elettivamente carnee. Non si abbandonò l'uso di lessare le carni prima di arrostirle e di subissare i cibi di spezie orientali, erbe odorose, miele, garum (importato verosimilmente da Bisanzio) e altre salse.
Alla fine del XIII secolo la cucina raggiunse il livello tecnico dell'età romana, riscoprendo la cottura al forno (in genere quello da pane) e gli umidi. Gli anonimi ricettari trecenteschi italiani e quelli francesi coevi (primo fra tutti il Viandier di Taillevent) documentano una cucina che, pur non rinunciando al primato delle carni, alle cotture multiple, al gusto dolce-salato e dolce-forte e alle miscele di erbe e spezie, valorizzò le verdure, accolse preparazioni di probabile origine popolare (minestre, torte senza sfoglia, frittelle, eccetera), fece uso di salse non ingombranti e, più in generale, optò per una relativa linearità e sobrietà.
Gli ambienti umanistici sposeranno questa tendenza e la sosterranno con motivazioni dietetiche, mediche ed etiche (si vedano il Libro de arte coquinaria di Maestro Martino da Como e, soprattutto, il fortunatissimo De honesta voluptate del suo dotto allievo Bartolomeo Platina).

## Cucina rinascimentale e barocca
In età rinascimentale si tornò a una cucina radicalmente artificiosa e dissimulatoria, consacrata all'occultamento programmatico dei sapori naturali. Assoggettati (se carni) a frollature interminabili e a cotture ripetute, intrisi di agresto e acqua di rose, rimpinzati di spezie, zuccherati senza risparmio, ricoperti di salse complicate e invadenti, sottoposti, infine, a complicate operazioni di chirurgia plastica (le «montature»), tutti i cibi finirono per assomigliarsi; tutti furono ricondotti a viva forza a un modello unico: a una sorta di idea platonica.
Nel frattempo, la colonizzazione europea delle Americhe consegnò al "Vecchio Mondo" una serie di nuovi prodotti alimentari, sia vegetali (mais, girasole, peperone, patata, fagiolo, pomodoro e cacao), sia animali (tacchino e trota iridea).

## Cucina del Settecento e dell'Ottocento

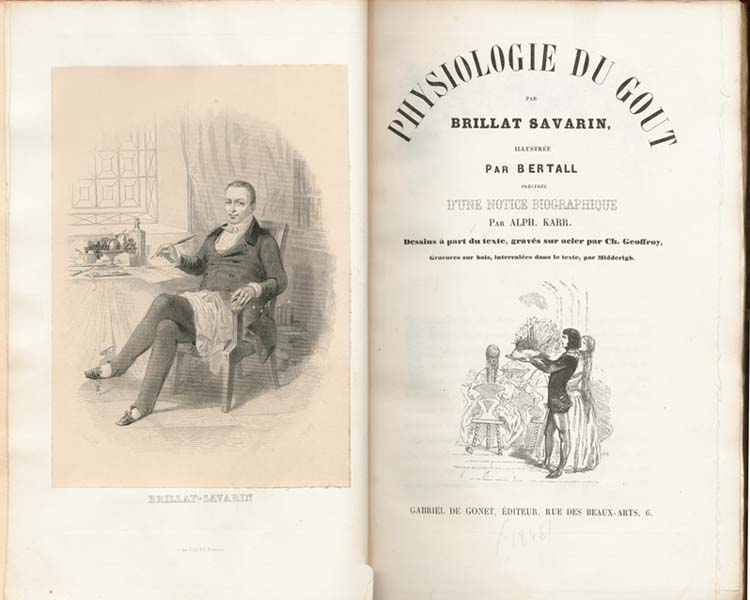
Frontespizio della Physiologie du Goût di Anthelme Brillat-Savarin.

Avviata nella Francia dell'epoca dei Lumi nei primi decenni del Settecento e fiancheggiata da un vivace dibattito scientifico e filosofico, la riforma della cucina produsse, nel giro di un cinquantennio scarso, l'estinzione della civiltà gastronomica dell'antico regime e la nascita della cuisine moderne (o nouvelle cuisine, o cucina borghese). Ciò che si verificò fu un mutamento radicale non tanto della dieta e delle tecniche di cottura, quanto più propriamente del gusto: la cucina delle carni, delle spezie, dei sapori forti, ibridi e artificiosi fu spazzata via da una cucina che scoprì gli alimenti freschi;"...la zuppa di cavolo deve sapere di cavolo, quella di cipolla deve sapere di cipolla..." le verdure, le erbe aromatiche, i confini netti dei sapori, le salse delicate.
Cambiò, conseguentemente, anche la struttura del pranzo: il «servizio alla francese», erede dei servizi rinascimentali, che prevedeva la presentazione di tutti piatti contemporaneamente, fu soppiantato dal «servizio alla russa», in cui i piatti vengono portati uno dopo l'altro, secondo un preciso ordine gerarchico.

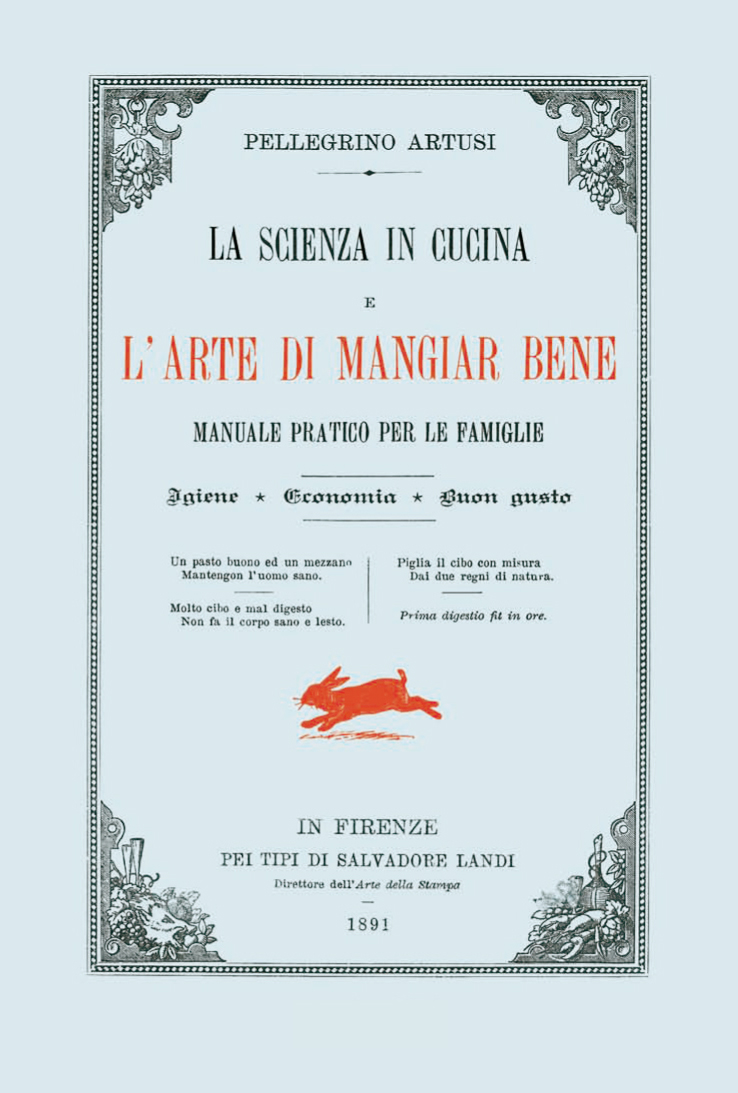
Frontespizio della prima edizione de La scienza in cucina e l'arte di mangiar bene (1891).

Nel XIX secolo ebbero poi origine la gastronomia (grazie al francese Anthelme Brillat-Savarin, politico e gastronomo, autore del noto Physiologie du Goût (1825) e la gastrosofia (grazie al tedesco Friedrich Christian Eugen Baron von Vaerst autore di Gastrosophie oder die Lehre von den Freuden der Tafel). Nel 1891 viene pubblicato La scienza in cucina e l'arte di mangiar bene, capolavoro della cucina italiana, ad opera del gastronomo italiano Pellegrino Artusi. Tra il XIX e il XX secolo spicca anche la figura del cuoco francese Auguste Escoffier.

## Dolci nel XIX secolo
Nel XIX secolo viene inventata a Vienna la Sachertorte o torta Sacher (1832), dal pasticciere austriaco Franz Sacher, in onore del conte Klemens von Metternich; nel 1865 nasce in Italia il Gianduiotto, che prende il nome dalla maschera torinese Gianduja; e nel 1894 viene inventato a Verona il pandoro, tipico dolce natalizio, dal pasticciere italiano Domenico Melegatti.

## La cucina contemporanea

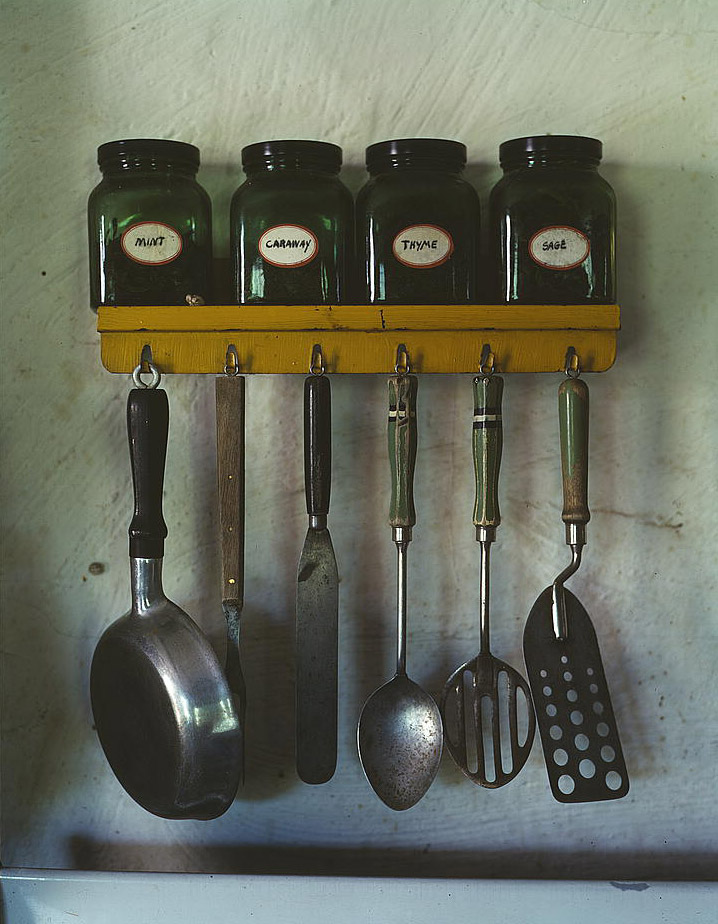
Moderni utensili da cucina

Dopo la guerra la cucina europea era distrutta: poco cibo disponibile, per di più razionato, non consentiva di fare grandi cose tra i fornelli e la ripresa gastronomica dovette aspettare gli anni sessanta per riscoprire un forte dinamismo. Il boom economico che avvenne in seguito portò in ogni casa il frigorifero, il forno, e gli elettrodomestici. Successivamente l'entrata della donna nel mondo del lavoro ha innescato un cambiamento nel modo di mangiare. Il tempo sempre più limitato per cucinare fa sostituire i piatti di lunga preparazione tipo polenta, legumi, frattaglie, con fettine di bovino e petti di pollo da cucinare velocemente ai ferri. Dal canto suo anche l'editoria culinaria ha seguito questo fenomeno proponendo ricettari facili e semplici e per la prima volta anche con un occhio sempre più attento all'aspetto calorico e dietetico, ne è l'esempio "il Cucchiaio d'Argento". Dall'inizio degli anni settanta gli aspetti gastronomici che si sono sviluppati e ampliati sono i seguenti:
- la ripresa delle tradizioni regionali rilanciando l'artigianato alimentare locale questo contemporaneamente allo sviluppo del turismo.
- l'utilizzo di modelli di cucina rapida, attenta alla dietetica, utilizzando sistemi di cottura come il vapore o apparecchiature di nuova concezione il forno a microonde e la cottura sottovuoto.
- la c.d. nouvelle cuisine.

Ultimamente ha fatto la sua comparsa la c.d. "gastronomia molecolare", un modo di approcciare la cucina dal punto di vista scientifico.

### Esplicative
1. ↑  Plauto definì i Romani "pultiphagonides", mangiatori di polta, "polentoni", insomma.
2. ↑  I cavoli e gli altri cibi consumati frequentemente dalla maggior parte delle genti di lingua tedesca sono elencati nel dietario di Walther Ryff del 1549 e nel Deutsche Speißkamer (it. La dispensa tedesca) di Hieronymus Bock del 1550; vedi Melitta Weiss Adamson, "Medieval Germany" in Regional Cuisines of Medieval Europe, p. 163.

### Bibliografiche
1. 1 2   Steven R. James, Hominid Use of Fire in the Lower and Middle Pleistocene: A Review of the Evidence, in Current Anthropology, vol. 30, n. 1, University of Chicago Press, febbraio 1989,  pp. 1-26, DOI:10.1086/203705.
2. ↑   David Price, Energy and Human Evolution, su dieoff.org. URL consultato il 12 novembre 2007 (archiviato dall'url originale il 17 giugno 2012).
3. ↑   S. Weiner, Q. Xu, P. Goldberg, J. Liu, O. Bar-Yosef, Evidence for the Use of Fire at Zhoukoudian, China, in Science, vol. 281, 1998,  pp. 251-253, DOI:10.1126/science.281.5374.251.
4. ↑   Loren C. Eisley, Fossil Man and Human Evolution, in Yearbook of Anthropology, University of Chicago Press, 1955,  pp. 61-78.
5. ↑   Karkanas P, Shahack-Gross R, Ayalon A, et al., Evidence for habitual use of fire at the end of the Lower Paleolithic: site-formation processes at Qesem Cave, Israel (PDF), in J. Hum. Evol., vol. 53, n. 2, agosto 2007,  pp. 197-212, DOI:10.1016/j.jhevol.2007.04.002, PMID 17572475.
6. ↑   What evidence is there that Homo erectus used fire? Why did they use it?, su digonsite.com. URL consultato il 12 novembre 2007.
7. 1 2   Ann Gibbons, Food for Thought (PDF), in Science, vol. 316, 15 giugno 2007,  p. 1558, DOI:10.1126/science.316.5831.1558. URL consultato il 12 novembre 2007.
8. 1 2   Ann Brower Stahl, Hominid Dietary Selection Before Fire, in Current Anthropology, vol. 25, n. 2, University of Chicago Press, aprile 1984,  pp. 151-168, DOI:10.1086/203106.
9. ↑   Jennifer Viegas, News in Science - Homo erectus ate crunchy food - 22/11/2005, 22 novembre 2005. URL consultato il 12 novembre 2007.
10. ↑   Early Human Evolution:  Homo ergaster and erectus, su anthro.palomar.edu. URL consultato il 12 novembre 2007 (archiviato dall'url originale il 19 dicembre 2007).
11. ↑   Storia della birra - I Sumeri, da www.birra.it, su birra.it. URL consultato il 19 settembre 2009 (archiviato dall'url originale il 12 maggio 2011).
12. ↑   Susana Castro-Sowinski, Microbial Models: From Environmental to Industrial Sustainability, Springer, 17 novembre 2016,  p. 42, ISBN 978-981-10-2555-6. URL consultato il 7 ottobre 2017 (archiviato il 6 agosto 2019).
13. ↑   Gina Hames, Alcohol in World History, Routledge, 2010,  p. 17, ISBN 978-1-317-54870-6. URL consultato il 7 ottobre 2017 (archiviato il 15 maggio 2019).
14. ↑   Patrick McGovern, Prehistoric China - The Wonders That Were Jiahu The World’s Earliest Fermented Beverage, su penn.museum. URL consultato il 3 gennaio 2017 (archiviato dall'url originale il 23 ottobre 2017).
15. 1 2   David Keys, Now that's what you call a real vintage: professor unearths 8,000-year-old wine, in The Independent, 28 dicembre 2003. URL consultato il 7 ottobre 2017 (archiviato il 25 settembre 2015).
16. 1 2   Evidence of ancient wine found in Georgia a vintage quaffed some 6,000 years BC, Euronews, 21 maggio 2015. URL consultato il 24 maggio 2015 (archiviato il 24 maggio 2015).
17. 1 2   Georgia's Giant Clay Pots Hold An 8,000-Year-Old Secret To Great Wine (archiviato dall'url originale il 7 ottobre 2017)., NPR.
18. ↑   Lorenzo Tondo, Traces of 6,000-year-old wine discovered in Sicilian cave, The Guardian, 30 agosto 2017. URL consultato il 7 ottobre 2017 (archiviato il 14 ottobre 2017).
19. ↑   Earliest Known Winery Found in Armenian Cave, su news.nationalgeographic.com. URL consultato il 1º novembre 2015 (archiviato l'8 gennaio 2018).
20. ↑   Armenian find is 'world's oldest winery' - Decanter, su Decanter. URL consultato il 1º novembre 2015 (archiviato il 10 novembre 2017).
21. ↑   Prehistoric plonk: World's earliest winery discovered 6,100 years after producing its last vintage, su Mail Online. URL consultato il 1º novembre 2015 (archiviato il 4 marzo 2016).
22. ↑   Scientists discover 'oldest' winery in Armenian cave, su edition.cnn.com. URL consultato il 1º novembre 2015 (archiviato il 23 marzo 2020).
23. ↑   Robert Lee Hotz, Perhaps a Red, 4,100 B.C., ISSN 0099-9660 (WC · ACNP). URL consultato il 1º novembre 2015 (archiviato il 13 ottobre 2017).
24. ↑  Dalby A (1996), Siren Feasts: A History of Food and Gastronomy in Greece, Londra, Routledge, ISBN 0-415-15657-2, pp. 90–91.
25. ↑  Renfrew C (1972), The Emergence of Civilisation: The Cyclades and the Aegean in The Third Millennium BC, p. 280.
26. ↑  Plutarco, Vita di Licurgo 12:12.
27. ↑  Dalby, Op. Cit., p. 67.
28. ↑  Jacques André, L'alimentation et la cuisine à Rome, Les Belles Lettres, Paris 1981 p. 196
29. 1 2 3 4 5  Liu Junru (2011), Chinese Food, Cambridge University Press, pp. 9-11.
30. 1 2 3 4  Newman JM (2004), Food culture in China, Greenwood Publishing Group, p. 5.
31. ↑  Newman 2004, p. 11.
32. ↑  Simoons FJ (2014), Food in China: A Cultural and Historical Inquiry, CRC Press, p. 15.
33. ↑  Rongguang Z, Gangliu W, Wang AY (2015), A History Of Food Culture In China, New York, World Scientific Press, p. 8.
34. ↑  Hom K, Steiman H, Kee W (1984), Chinese technique : an illustrated guide to the fundamental techniques of Chinese cooking, Simon and Schuster, p. 192.
35. ↑   Component and simulation of the 4,000-year-old noodles excavated from the archaeological site of Lajia in Qinghai, China, su link.springer.com.
36. ↑   CAN NOODLES BE MADE FROM MILLET? AN EXPERIMENTAL INVESTIGATION OF NOODLE MANUFACTURE TOGETHER WITH STARCH GRAIN ANALYSES, su onlinelibrary.wiley.com.
37. ↑  Shurtleff W [e] Aoyagi A (2007), A Special Report on The History of Soybeans and Soyfoods Around the World, SoyInfo Center,
38. 1 2 3 4  Liu Junru 2011, pp. 16-17.
39. ↑  Newman 2004, p. 4.
40. ↑  Scarascia Magnozza GT, La diffusione di piante e animali, in Le Scienze (Scientific American), n. 285, maggio 1992, pp. 10-13.